# Edizioni Astra
Astra è stata una casa editrice italiana fondata a Milano nel 1949 e chiusa nel 1986 specializzata nella pubblicazione di album di figurine.

## Storia

### Fondazione
La casa editrice milanese Edizioni Astra è stata fondata nel 1949 da Lotario Vecchi (Parma 1888 - Milano 1985).
Vecchi dopo esperienze editoriali in Spagna e America Latina nel 1923 torna in Italia e fonda a Milano la Società Anonima Editrice Vecchi, specializzata in riviste per ragazzi. Nel 1932 viene pubblicato il settimanale Jumbo, nel 1933 il fumetto Rin Tin Tin e nel 1934 il periodico umoristico Bombolo e L'Audace.

### Figurine
Astra è la prima società a pubblicare in Italia nell'ottobre del 1949 una raccolta di figurine distribuite in bustine sigillate da acquistare nelle edicole. Si tratta della famosa collezione "Animali di tutto il mondo", ispirata ad una serie spagnola.. Il successo sarà tale che riedizioni della raccolta, ovviamente con diverse varianti, continueranno fino al 1981 ("Animali di tutto il mondo" con figurine metallizzate, Edizioni Flash). Oltre trenta anni delle "stesse" figurine, un vero record, e lo stesso può dirsi per una seconda raccolta dedicata dal medesimo editore alla tematica zoologica, ossia "Nuova Raccolta Figurine Animali", che andrà dalla prima edizione del 1954 a quella Flash ancora con figurine metallizzate del 1982. In tale arco di tempo si sono susseguite numerosissime collezioni dedicate a svariati generi (sia didattici che sportivi), e diverse denominazioni sociali: Astra, Lampo, Verbania, Nuova Atlantide, Moderna, Flash, Euroflash. In tutte le pubblicazioni è sempre comparso lo slogan: "È una collezione Lampo".
I primi album non recano indicazioni editoriali, ma già nel 1950 appare la prima ragione sociale "Casa Editrice Astra", accompagnata da quello che diventerà un indirizzo celebre per la richiesta di figurine: Vicolo G. De Castillia 7, Milano. Appare soprattutto in ultima di copertina il marchio "È una collezione Lampo", che accompagnerà negli anni successivi tutte le analoghe iniziative dell'editore, fino quasi a divenire sinonimo di "raccolta di figurine" per tanti ragazzi dell'epoca.
A metà degli anni settanta quelle che saranno ormai le Edizioni Flash abbandonano definitivamente Milano e si trasferiscono a La Spezia.

#### Euroflash
Nel 1986 un nuovo riassetto editoriale porterà alla nascita dell'Euroflash S.r.l., ma nelle loro produzioni manterranno sempre l'indicazione tradizionale: "È una collezione Lampo".

## Album
- Animali di tutto il mondo, 1950[4] (Edizioni Astra, con riedizioni varie,  fino addirittura al 1969 circa, come Editrice Moderna)
- Grande Concorso Topolino, 1951 (Astra)
- Bambi, 1951 (Astra)
- Artisti del cinema, 1951 (Astra)
- Biancaneve e i sette nani, 1951 (riedizione 1963; riedizione 1968 circa come Ed. Moderna))
- Guerra in Corea, 1951
- Alice nel paese delle meraviglie, 1952
- Cenerentola, 1953
- Nuova Raccolta Figurine Animali, 1954 (con varie riedizioni)
- Peter Pan, 1954
- Giubbe rosse, 1954
- Pellirosse e cow-boys attraverso i Conquistatori, 1954
- Buffalo Bill e Sitting Bull, 1954
- Stelle del cinema, 1954
- Artisti dello schermo, 1955
- Storia d'Italia, 1955
- Vita di Garibaldi, 1955 (riedizione 1961; riedizione 1969 circa come Ed.  Moderna))
- Fiori di tutto il mondo, 1956
- Marcellino pane e vino, 1956 (riedizione Nuova Atlantide, 1966 circa)
- Razze umane, 1956
- Dalla foresta misteriosa agli abissi del mare, 1957
- Cuore, 1957
- Meraviglie del mondo, 1957
- Principessa Sissi, 1957
- Storia delle armi, 1957
- Attori del cinema, 1958
- Giro del mondo in 80 giorni, 1958
- Divi della canzone, 1958
- Automobile, 1958
- Calciatori (campionato 1958-59, album con copertina azzurra), 1958[5]
- Il mondo del futuro, 1959
- Aviazione d'oggi, 1959
- Calciatori (campionato 1959-60, album con copertina gialla), 1959[6]
- Il ponte sul fiume Kwai, 1959
- La bella addormentata nel bosco, 1960
- Dagli Appennini alle Ande, 1960
- Ben Hur, 1960
- Come si gioca al calcio, 1960
- Calciatori (campionato 1960-61, album con copertina nera), 1960
- Assi del calcio, 1961
- Safari (Cacce nella giungla), 1961
- Rin-Tin-Tin, 1961
- Il Re dei Re, 1961
- Campionato di calcio (campionato 1961-62, album con copertina rossa), 1961
- Toby Tyler Vita del circo, 1962
- DISNEYlandia - La carica dei 101, 1962
- Calcio mondiale 1962, 1962
- Calcio campionato (campionato 1962-63, album con copertina grigia), 1962
- Storia della guerra, 1962
- La natura e le sue meraviglie, 1963
- La guerra dei bottoni, 1963
- Bonanza i magnifici quattro, 1963
- Calciatori 1963 (campionato 1962-63), 1963
- Film del campionato (campionato 1962-63), 1963
- Calciatori Lampo (campionato 1963-64, album con copertina arancione), 1963
- I campioni della XVIII Olimpiade di Tokio, 1964
- Enciclopedia sportiva, 1964
- La Sacra Bibbia I Dieci Comandamenti, 1964
- Calciatori in campo (campionato 1964-65), 1964
- I grandi campioni, 1965
- America leggendaria, 1965
- Calcio Lampo 1965/66 (Verbania)
- Zorro, 1966 circa (Nuova Atlantide)
- Tutto Disney, 1974 (Moderna)
- Disney-Show, 1977 (Flash)
- Supergulp! Fumetti in TV, 1978 (Flash)
- Capitan Harlock 2, 1979 (Flash)
- Topolino Story, 1979 (Flash)
- Calcio Flash '83, 1983 (Flash)